# Thunderbird (mitologia)

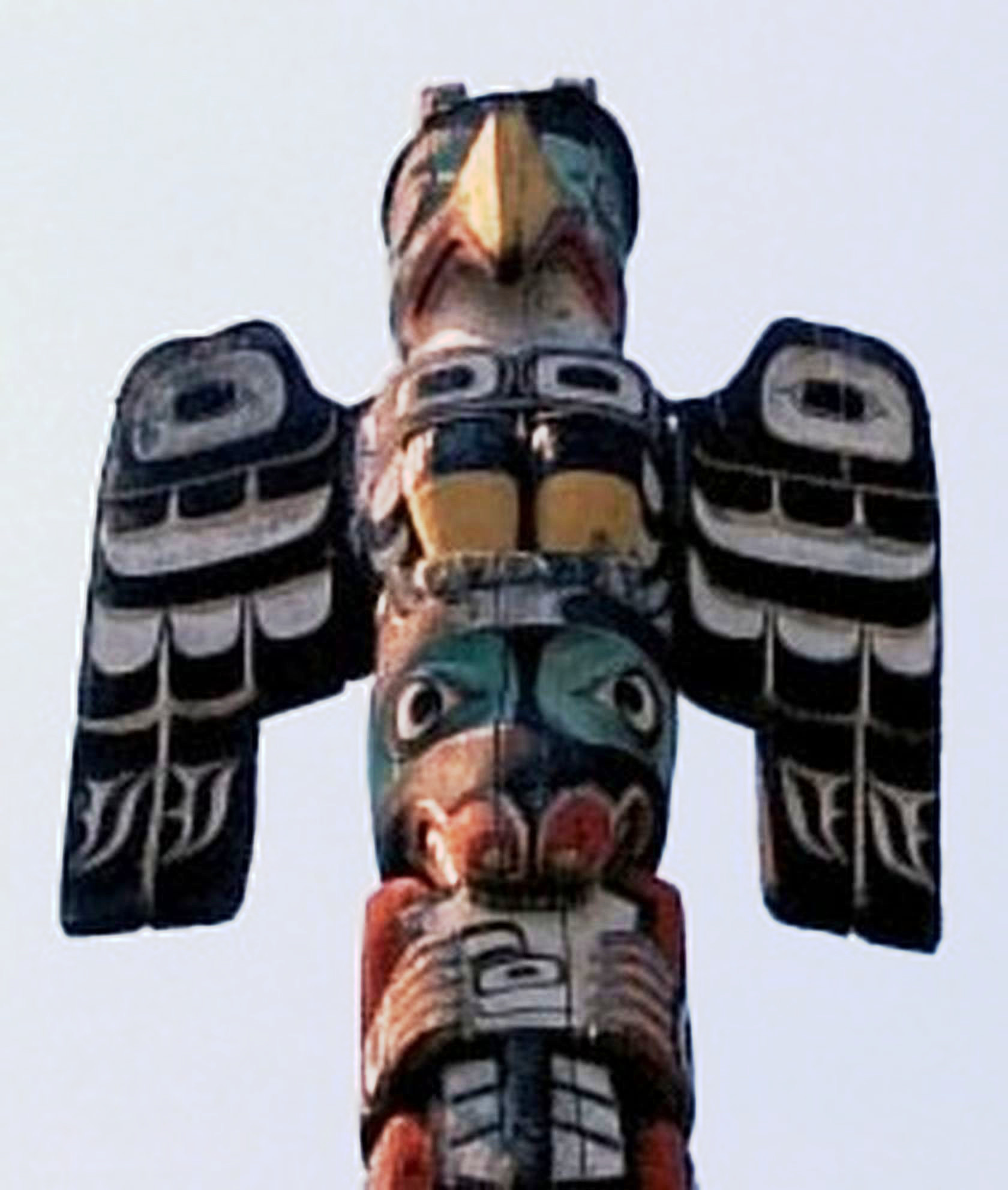

O Thunderbird ou Pássaro do Trovão é uma criatura lendária da cultura dos povos indígenas da América do Norte. É considerado um ser sobrenatural de poder e força. É especialmente importante, e freqüentemente retratado, na arte, canções e histórias orais de muitas culturas da Costa Noroeste do Pacífico, mas também é encontrado em várias formas entre alguns povos do Sudoeste Americano, Costa Leste dos Estados Unidos, Grandes Lagos, e também nos Índios das Planícies.